# Крутогірний узвіз
Крутогірний узвіз — вулиця у місті Дніпро, що починається на Горі й спускається у Каміння (Соборний район) й Половицю (Шевченківський район м. Дніпро).
Довжина вулиці — 1000 м.

## Історія
Є давньою вулицею козацької слободи Половиця, що підіймалася у Гору. За катеринославської доби називалася Круторгірною вулицею й упиралася внизу у Ламану вулицю.
Забудовувалася вулиця у другій половині 19-го сторіччя з формуванням архітектурного ансамблю на Новошляхетній вулиці.
За радянської доби вулиця носила ім'я Федора Рогальова (1891—1937), більшовицького воєначальника часів україно-радянської війни, командира 7-го стрілецького корпуса РСЧА, штаб якого розташовувався у місті.
Завдяки декомунізації вулиці 2016 року повернена історична назва.

## Перехресні вулиці
Крутогірний узвіз починається на Горі від перпендикулярної вулиці академіка Сергія Єфремова й спускається до упору у Січеславську набережну у Дніпра.
- вулиця Сергія Єфремова,
- вулиця академіка Володимира Вернадського,
- Барнаульська вулиця,
- Барикадна вулиця,
- Успенська площа зі Сквером Святих Кирила й Методія;
- Ливарна вулиця,
- Ламана вулиця,
- Січеславська Набережна.

## Будівлі
- № 1 — Садиба 1-го секретаря Дніпропетровського обкому КПУ в 1947-50  Леоніда Брежнєва;
- № 5 — останній у місті дерев'яний двоповерховий житловий будинок катеринославської доби;
- № 8 — Корпус № 3 Академії митної служби України;
- № 9 — Дніпровський Телетеатр (до театру на першому поверсі містився Відділ літератури іноземними мовами Дніпровської центральної міської бібліотеки);
- № 10 — Дніпровський планетарій (відкрито 1968 року);
- № 12 — будинок Мордковича за проектом Олександра Красносельського (1913);
- № 16 — Катеринославська ветеринарно-бактеріологічна станція; за радянської доби — Дніпропетровська біофабрика;[5]
- № 21 — двоповерхова будівля колишньої Катеринославської Губернської Земської Управи (1902);
- № 28 — жк «Дует» (2013);[6]
- № 33 — будинок Крейніна (2005).

## Світлини

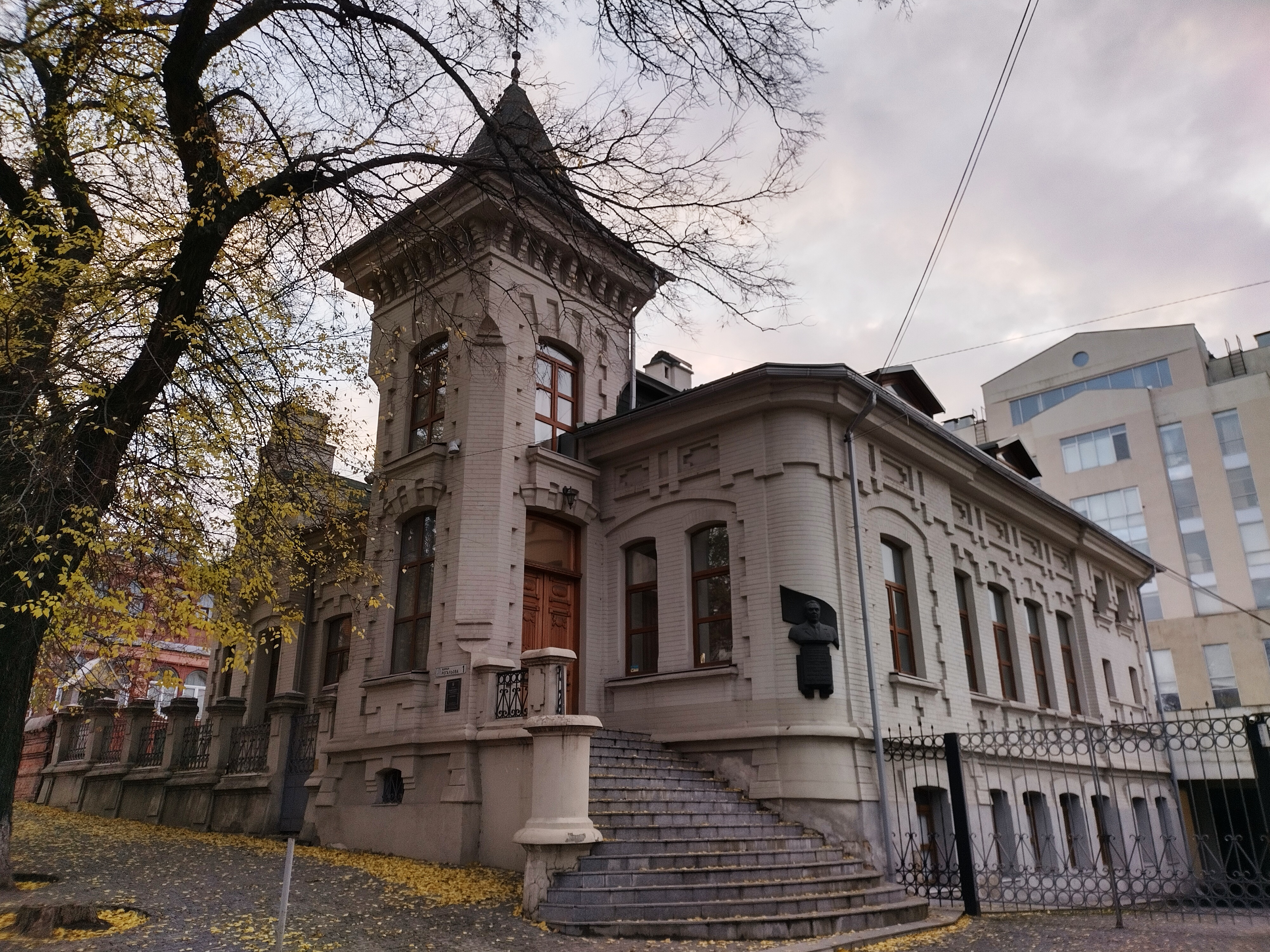
Крутогірний узвіз, 1 - садиба першого секретаря Дніпропетровського обкому КПУ Леоніда Брежнєва
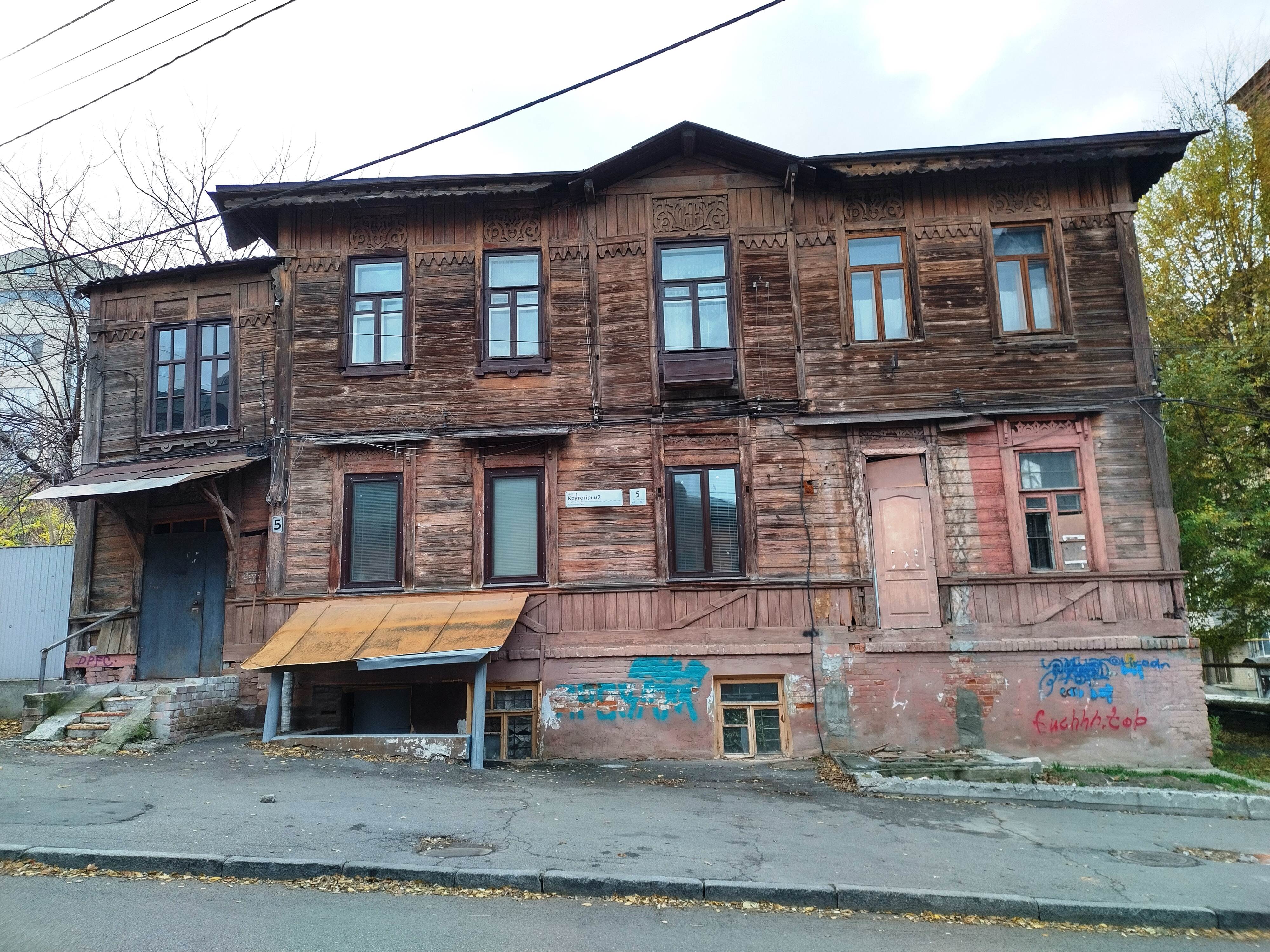
Крутогірний узвіз, 5 - єдиний дерев'яний будинок у Дніпрі
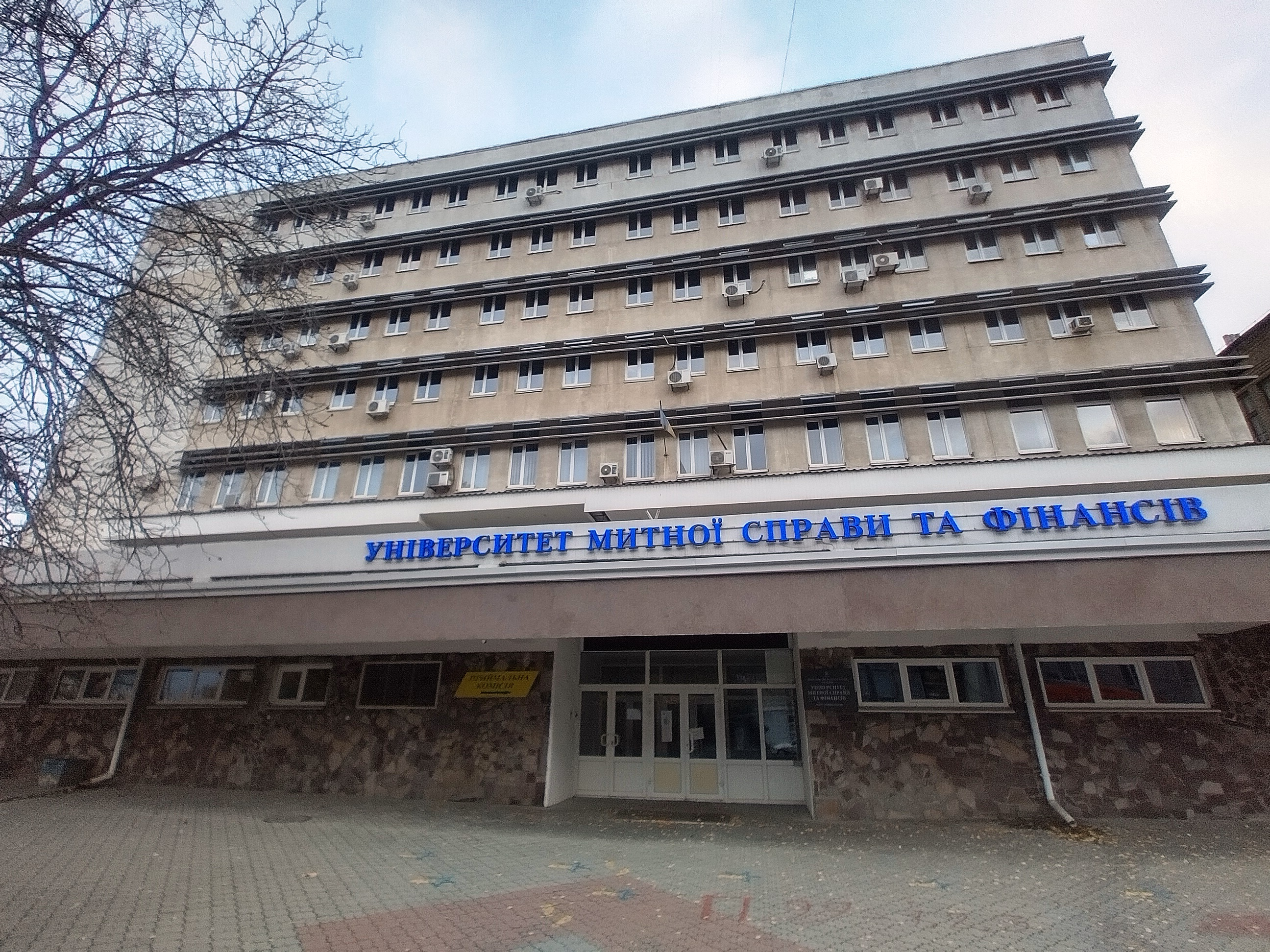
Крутогірний узвіз, 8 - корпус № 3 Академії митної служби України
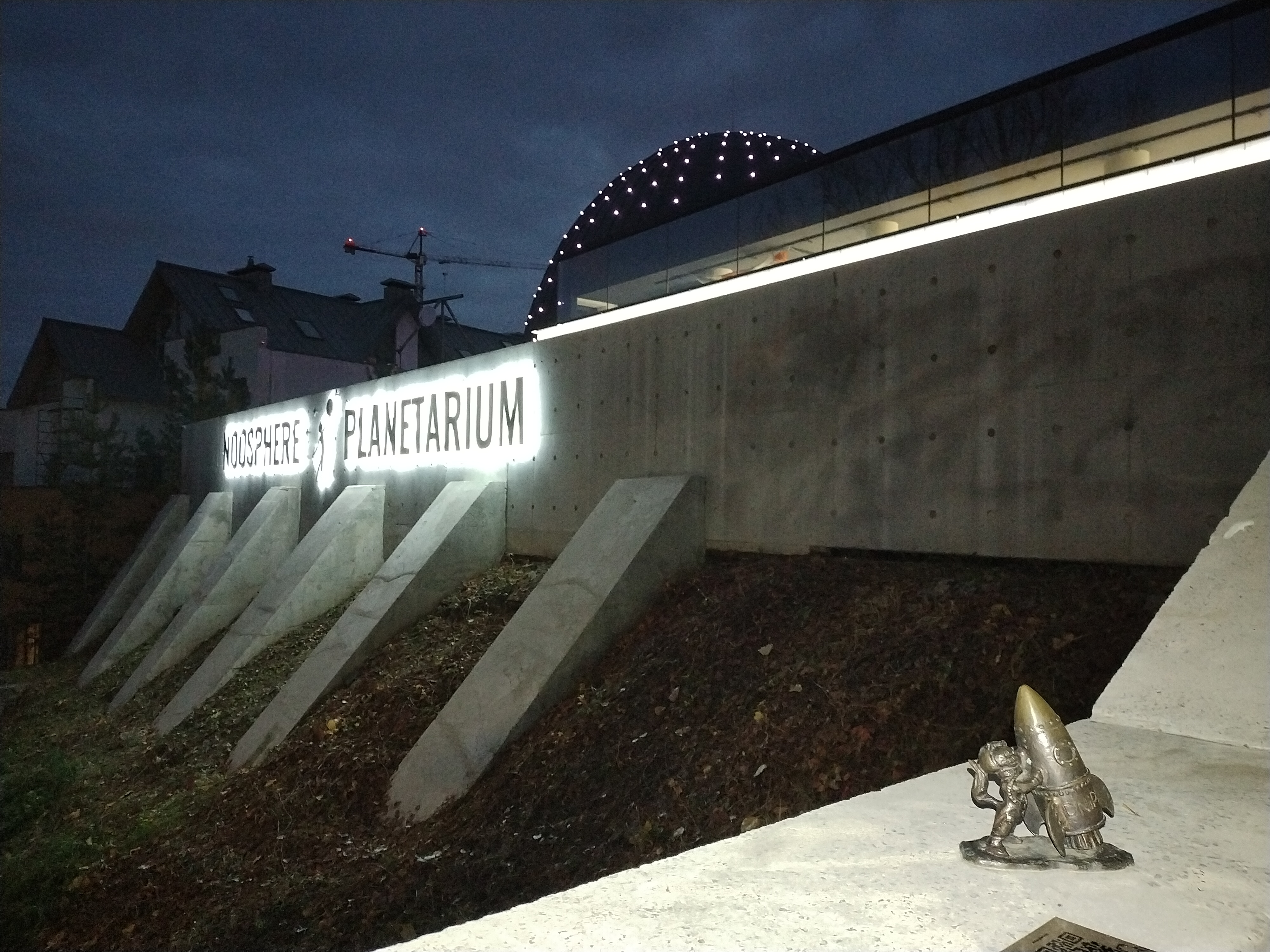
Крутогірний узвіз, 10 - Дніпровський планетарій
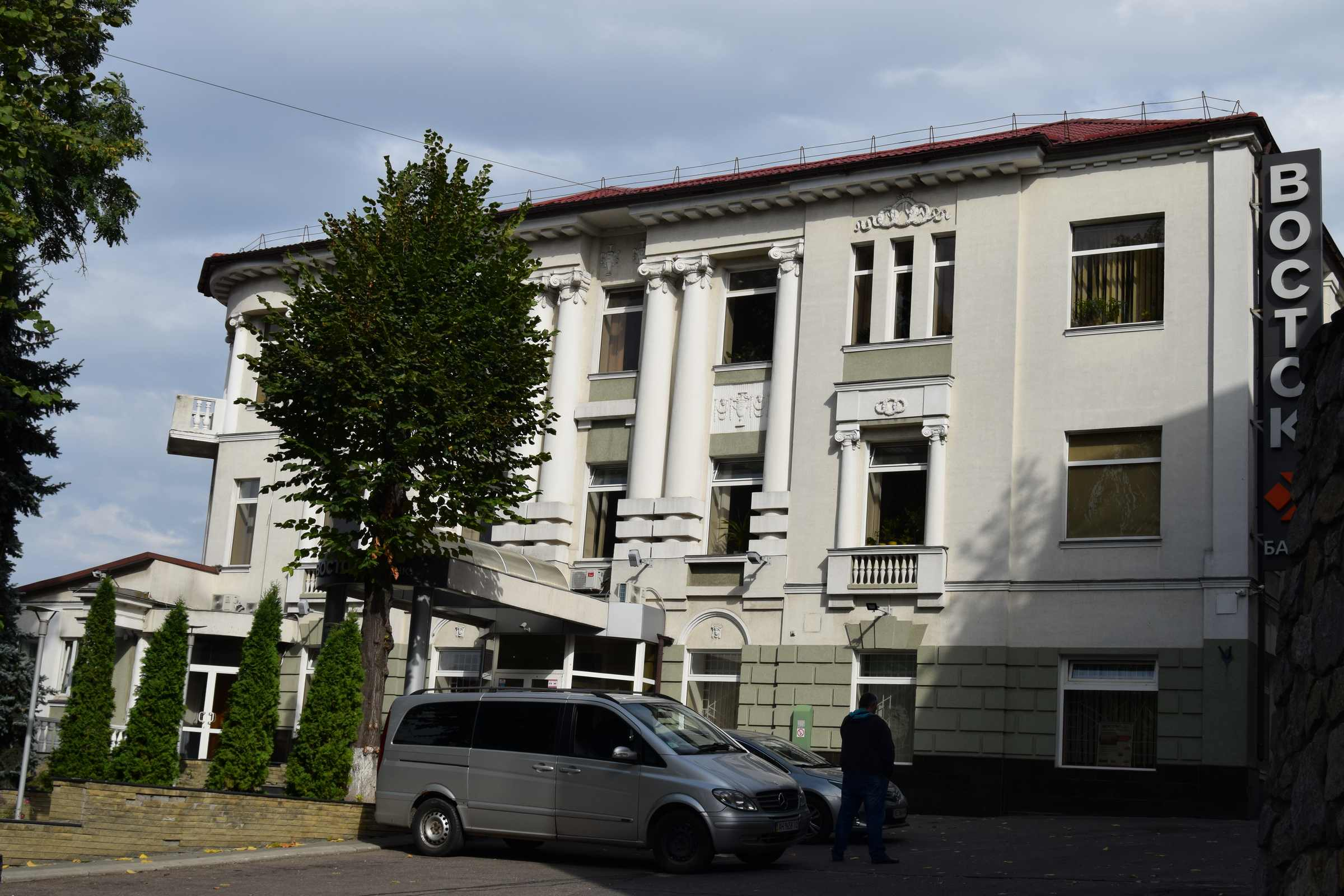
Крутогірний узвіз, 12 - колишній прибутковий будинок Мордковича за проектом Красносільського
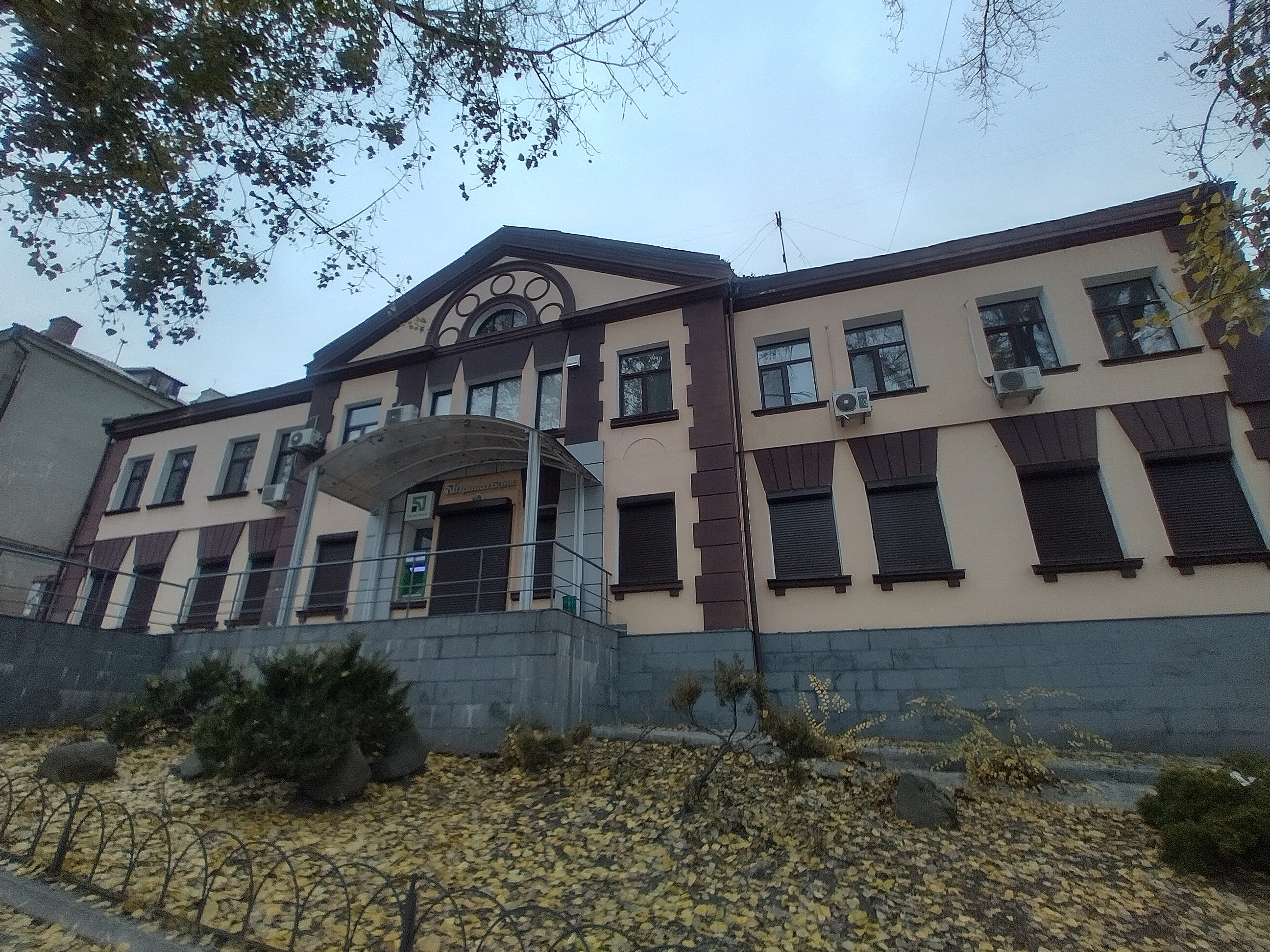
Крутогірний узвіз, 15а - будівля VIP-ПриватБанка
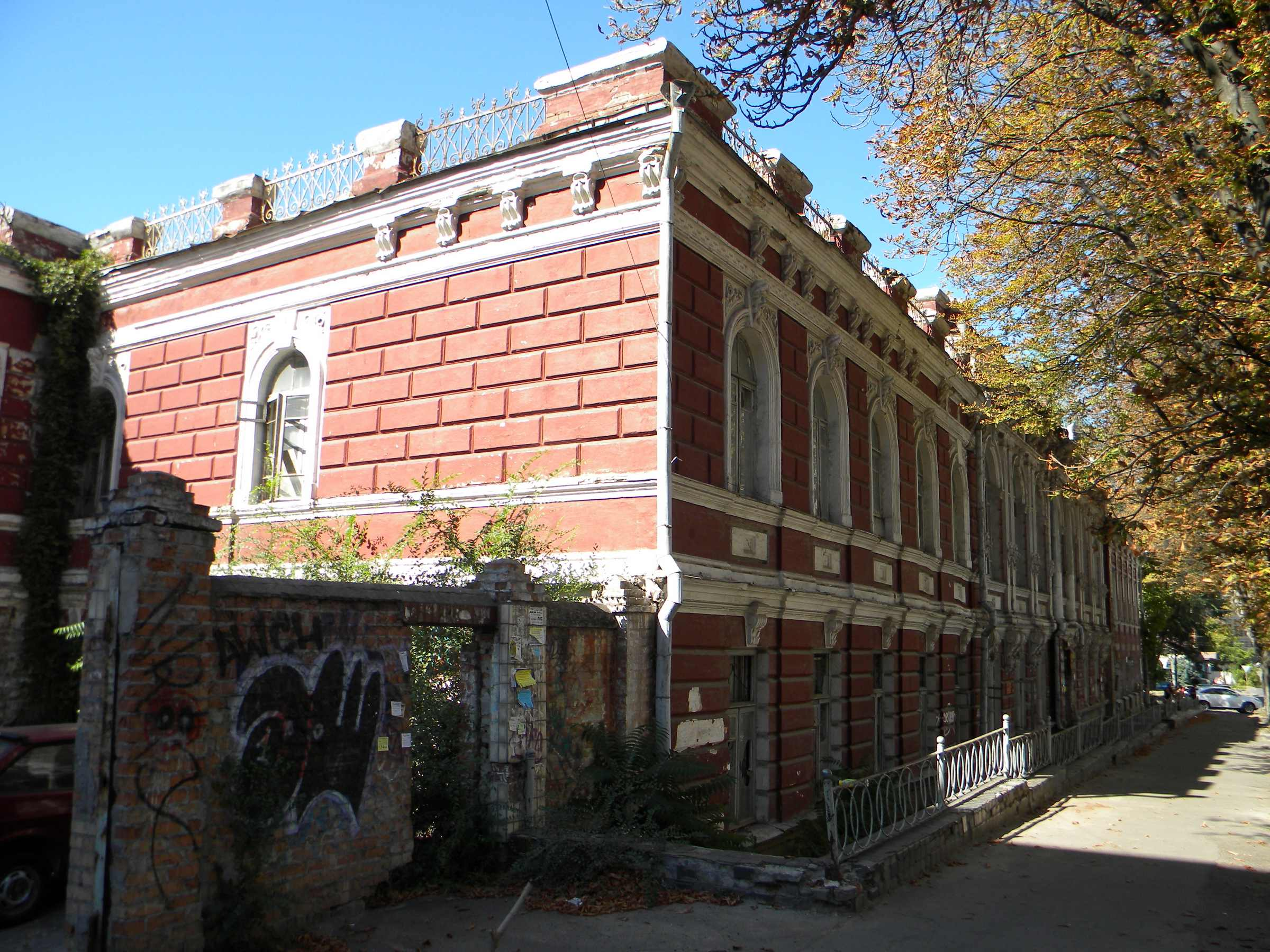
Крутогірний узвіз, 21 - будівля колишньої Катеринославської губернської земської управи
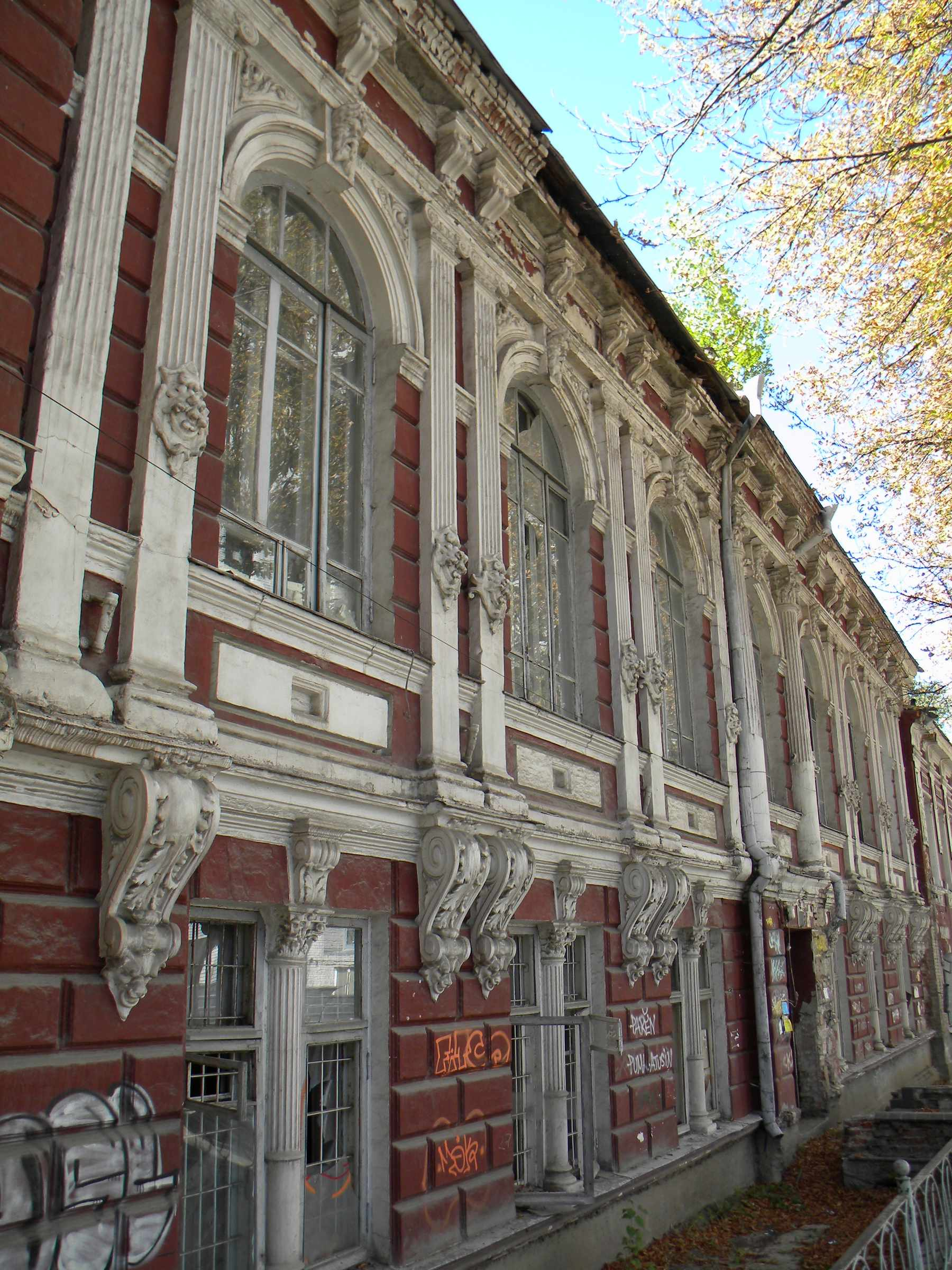
Крутогірний узвіз, 21 - архітектурні деталі будівлі і ліпнина